# Hilgenroth
Hilgenroth é um município localizada no distrito de Altenkirchen, na associação municipal de Verbandsgemeinde Altenkirchen, no estado da Renânia-Palatinado.

## População
| - 1815 – 107 - 1835 – 146 - 1871 – 163 - 1905 – 200 - 1939 – 220 - 1950 – 249 | - 1961 – 260 - 1965 – 252 - 1970 – 286 - 1975 – 284 - 1980 – 274 - 1985 – 278 | - 1987 – 260 - 1990 – 274 - 1995 – 275 - 2000 – 303 - 2005 – 315 |